# Danai Udomchoke
Danai Udomchoke (Bangkok, 11 de Agosto de 1981) é um tenista profissional tailandês, alcançou o N. 77, em simples pela ATP, em duplas N. 130.

## ATP finais

### Duplas: 1 (1–0)
| Legenda                           |
| --------------------------------- |
| Grand Slam (0–0)                  |
| ATP World Tour Finals (0–0)       |
| ATP World Tour Masters 1000 (0–0) |
| ATP World Tour 500 Series (0–0)   |
| ATP World Tour 250 Series (1–0)   |

| Resultado | N. | Data             | Torneio                               | Piso     | Parceiro    | Oponentes                | Placar   |
| --------- | -- | ---------------- | ------------------------------------- | -------- | ----------- | ------------------------ | -------- |
| Campeão   | 1. | 30 Setembro 2012 | PTT Thailand Open, Bangkok, Tailândia | Duro (i) | Lu Yen-hsun | Eric Butorac Paul Hanley | 6–3, 6–4 |

## Simples (9)
| Legenda (Sinmpes)      |
| Grand Slam (0)         |
| Tennis Masters Cup (0) |
| ATP Masters Series (0) |
| ATP Tour (0)           |
| Challengers (9)        |

| N. | Data              | Torneio     | Piso        | Oponente na final | Placar        |
| 1. | Outubro 6, 2003   | Dharwad     | Duro        | Yeu-Tzuoo Wang    | 7–6, 6–1      |
| 2. | Maio 23, 2005     | Busan       | Duro        | Paul Goldstein    | 7–6, 6–1      |
| 3. | Julho 25, 2005    | Granby      | Duro        | Gregory Carraz    | 7–6, 2–6, 7–6 |
| 4. | Novembro 14, 2005 | Champaign   | Duro Indoor | Justin Gimelstob  | 7–5, 6–2      |
| 5. | Abril 17, 2006    | Chikmagalur | Duro        | Toshihide Matsui  | 7–6, 6–4      |
| 6. | Maio 15, 2006     | Fergana     | Duro        | Alexander Peya    | 6–0, 6–2      |
| 7. | Novembro 6, 2006  | Busan       | Duro        | Paul Goldstein    | 6–2, 6–0      |
| 8. | Maio 17, 2009     | Busan       | Duro        | Blaž Kavčič       | 6–2, 6–2      |
| 9. | 4 Fevereiro 2012  | Burnie      | Duro        | Samuel Groth      | 7–6(7–5), 6–3 |